# 阿杰纳拉
阿杰纳拉（Ajnala），是印度旁遮普邦Amritsar县的一个城镇。总人口18602（2001年）。

## 人口
该地2001年总人口18602人，其中男性10158人，女性8444人；0—6岁人口2259人，其中男1260人，女999人；识字率68.32%，其中男性为72.45%，女性为63.35%。